# Arthur Royer
Arthur Royer (ur. 27 kwietnia 1996 w Avranches) – francuski skoczek narciarski. Uczestnik mistrzostw świata juniorów (2014), zimowych igrzysk olimpijskich młodzieży (2012) i zimowego olimpijskiego festiwalu młodzieży Europy (2013). Medalista konkursów drużynowych w ramach mistrzostw Francji.

## Przebieg kariery
Zadebiutował w oficjalnych zawodach międzynarodowych rozgrywanych przez FIS w marcu 2010 w konkursach Alpen Cup rozgrywanych w Chaux-Neuve. Pierwsze punkty w konkursie tej rangi zdobył 2 lata później w tej samej miejscowości, a jego najlepszym wynikiem jest 18. pozycja, jaką 16 stycznia 2015 zajął w Oberwiesenthal.
We wrześniu 2013 w Einsiedeln po raz pierwszy wziął udział w zawodach FIS Cupu, jednocześnie osiągając najlepszy wynik w historii jego startów w tym cyklu (14. miejsce). W styczniu 2014 zadebiutował w Pucharze Kontynentalnym, jednak nie zdobył punktów w zawodach tej rangi (najwyżej, na 54. pozycji, był dwukrotnie – 12 stycznia 2014 w Courchevel i 16 lutego 2014 w Brotterode).
W styczniu 2012 wystartował w zimowych igrzyskach olimpijskich młodzieży, zajmując 15. miejsce indywidualnie i 9. w konkursie drużyn mieszanych. Rok później w zimowym olimpijskim festiwalu młodzieży Europy uplasował się na 20. pozycji w konkursie indywidualnym i 9. w rywalizacji drużynowej. W 2014 był 26. indywidualnie i 12. drużynowo w mistrzostwach świata juniorów.
Trzykrotnie zdobywał medale konkursów drużynowych mistrzostw Francji – w 2012 został mistrzem kraju (z pierwszą ekipą Sabaudii, w której skakali wówczas również Nicolas Gonthier, Nicolas Mayer i Emmanuel Chedal), w 2015 zdobył medal brązowy (wraz z pierwszym zespołem Sabaudii, w którym, oprócz niego, skakali: Mathis Contamine, Léa Lemare i Nicolas Mayer), a w 2016 srebrny (w barwach pierwszego zespołu Sabaudii, w którym, oprócz niego, startowali jeszcze Tim Bernoud, Jonathan Learoyd i Mathis Contamine).
Jest rekordzistą skoczni normalnej (HS 96) w kompleksie Tremplin du Praz w Courchevel – 10 marca 2012 podczas mistrzostw Francji juniorów oddał skok na odległość 101,5 metra.

## Mistrzostwa świata juniorów

### Indywidualnie
| 2014 Val di Fiemme/Predazzo | – | 26. miejsce |

### Drużynowo
| 2014 Val di Fiemme/Predazzo | – | 12. miejsce |

### Starty A. Royera na mistrzostwach świata juniorów – szczegółowo
| Miejsce | Dzień       | Rok  | Miejscowość | Skocznia           | Punkt K | HS     | Konkurs  | Skok 1 | Skok 2 | Nota                  | Strata    | Zwycięzca   |
| ------- | ----------- | ---- | ----------- | ------------------ | ------- | ------ | -------- | ------ | ------ | --------------------- | --------- | ----------- |
| 26.     | 31 stycznia | 2014 | Predazzo    | Trampolino Dal Ben | K-95    | HS-106 | indywid. | 81,5 m | 92,0 m | 194,0 pkt             | 37,5 pkt  | Jakub Wolny |
| 12.     | 1 lutego    | 2014 | Predazzo    | Trampolino Dal Ben | K-95    | HS-106 | druż.    | 92,0 m | –      | 420,6 pkt (115,6 pkt) | 606,4 pkt | Polska      |

## Zimowe igrzyska olimpijskie młodzieży

### Indywidualnie
| 2012 Innsbruck | – | 15. miejsce |

### Drużynowo
| 2012 Innsbruck | – | 9. miejsce (drużyna mieszana) |

### Starty A. Royera na igrzyskach olimpijskich młodzieży – szczegółowo
| Miejsce | Dzień       | Rok  | Miejscowość | Skocznia                   | Punkt K | HS    | Konkurs    | Skok 1 | Skok 2 | Nota                  | Strata    | Zwycięzca    |
| ------- | ----------- | ---- | ----------- | -------------------------- | ------- | ----- | ---------- | ------ | ------ | --------------------- | --------- | ------------ |
| 15.     | 14 stycznia | 2012 | Seefeld     | Toni-Seelos-Olympiaschanze | K-68    | HS-75 | indywid.   | 66,5 m | 61,5 m | 199,8 pkt             | 86,3 pkt  | Anže Lanišek |
| 9.      | 21 stycznia | 2012 | Seefeld     | Toni-Seelos-Olympiaschanze | K-68    | HS-75 | druż. mix. | 56,0 m | 67,0 m | 510,5 pkt (185,3 pkt) | 129,6 pkt | Niemcy       |

## Zimowy olimpijski festiwal młodzieży Europy

### Indywidualnie
| 2013 Râșnov | – | 20. miejsce |

### Drużynowo
| 2013 Râșnov | – | 9. miejsce |

### Starty A. Royera na zimowym olimpijskim festiwalu młodzieży Europy – szczegółowo
| Miejsce | Dzień     | Rok  | Miejscowość | Skocznia                    | Punkt K | HS     | Konkurs  | Skok 1 | Skok 2 | Nota                  | Strata    | Zwycięzca  |
| ------- | --------- | ---- | ----------- | --------------------------- | ------- | ------ | -------- | ------ | ------ | --------------------- | --------- | ---------- |
| 20.     | 18 lutego | 2013 | Râșnov      | Trambulina Valea Cărbunării | K-90    | HS-100 | indywid. | 88,0 m | 85,0 m | 207,5 pkt             | 53,5 pkt  | Cene Prevc |
| 9.      | 20 lutego | 2013 | Râșnov      | Trambulina Valea Cărbunării | K-90    | HS-100 | druż.    | 88,5 m | 84,0 m | 782,0 pkt (206,5 pkt) | 205,5 pkt | Słowenia   |

## Puchar Kontynentalny

### Miejsca w poszczególnych konkursachPucharu Kontynentalnego
| Źródło                                                                        | Źródło | Źródło | Źródło | Źródło    | Źródło    | Źródło     | Źródło     | Źródło  | Źródło  | Źródło  | Źródło  | Źródło        | Źródło        | Źródło     | Źródło     | Źródło     | Źródło  | Źródło  | Źródło | Źródło | Źródło   | Źródło   | Źródło      | Źródło | Źródło | Źródło | Źródło | Źródło | Źródło | Źródło | Źródło | Źródło | Źródło | Źródło | Źródło | Źródło | Źródło | Źródło | Źródło | Źródło | Źródło | Źródło | Źródło | Źródło | Źródło | Źródło | Źródło | Źródło | Źródło | Źródło | Źródło | Źródło | Źródło | Źródło | Źródło | Źródło | Źródło | Źródło | Źródło |
| ----------------------------------------------------------------------------- | ------ | ------ | ------ | --------- | --------- | ---------- | ---------- | ------- | ------- | ------- | ------- | ------------- | ------------- | ---------- | ---------- | ---------- | ------- | ------- | ------ | ------ | -------- | -------- | ----------- | ------ | ------ | ------ | ------ | ------ | ------ | ------ | ------ | ------ | ------ | ------ | ------ | ------ | ------ | ------ | ------ | ------ | ------ | ------ | ------ | ------ | ------ | ------ | ------ | ------ | ------ | ------ | ------ | ------ | ------ | ------ | ------ | ------ | ------ | ------ | ------ |
| Sezon 2013/2014                                                               |        |        |        |           |           |            |            |         |         |         |         |               |               |            |            |            |         |         |        |        |          |          |             |        |        |        |        |        |        |        |        |        |        |        |        |        |        |        |        |        |        |        |        |        |        |        |        |        |        |        |        |        |        |        |        |        |        |        |        |
| Rena                                                                          | Rena   | Lahti  | Lahti  | Engelberg | Engelberg | Courchevel | Courchevel | Sapporo | Sapporo | Sapporo | Sapporo | Iron Mountain | Iron Mountain | Brotterode | Brotterode | Brotterode | Seefeld | Seefeld | Falun  | Falun  | Zakopane | Zakopane | Niżny Tagił | punkty |        |        |        |        |        |        |        |        |        |        |        |        |        |        |        |        |        |        |        |        |        |        |        |        |        |        |        |        |        |        |        |        |        |        |        |
| -                                                                             | -      | -      | -      | -         | -         | -          | 54         | -       | -       | -       | -       | -             | -             | 65         | 57         | 54         | -       | -       | -      | -      | -        | -        | -           | 0      |        |        |        |        |        |        |        |        |        |        |        |        |        |        |        |        |        |        |        |        |        |        |        |        |        |        |        |        |        |        |        |        |        |        |        |
| Legenda                                                                       |        |        |        |           |           |            |            |         |         |         |         |               |               |            |            |            |         |         |        |        |          |          |             |        |        |        |        |        |        |        |        |        |        |        |        |        |        |        |        |        |        |        |        |        |        |        |        |        |        |        |        |        |        |        |        |        |        |        |        |
| 1 2 3 4-10 11-30 poniżej 30 dq – dyskwalifikacja - – zawodnik nie wystartował |        |        |        |           |           |            |            |         |         |         |         |               |               |            |            |            |         |         |        |        |          |          |             |        |        |        |        |        |        |        |        |        |        |        |        |        |        |        |        |        |        |        |        |        |        |        |        |        |        |        |        |        |        |        |        |        |        |        |        |

## FIS Cup

### Miejsca w klasyfikacji generalnej
| Sezon     | Miejsce |
| --------- | ------- |
| 2013/2014 | 140.    |

### Miejsca w poszczególnych konkursachFIS Cupu
| Sezon 2013/2014                                                               |         |              |              |        |        |            |            |          |          |                        |                        |            |            |          |          |                     |          |             |             |        |             |             |             |              |              |        |        |        |        |        |        |        |        |        |        |        |        |        |        |        |        |        |
| Villach                                                                       | Villach | Szczyrk      | Szczyrk      | Kuopio | Kuopio | Kranj      | Kranj      | Zakopane | Zakopane | Frenštát pod Radhoštěm | Frenštát pod Radhoštěm | Einsiedeln | Einsiedeln | Râșnov   | Râșnov   | Notodden            | Notodden | Brattleboro | Brattleboro | Râșnov | Râșnov      | Zakopane    | Zakopane    | punkty       | punkty       | punkty | punkty | punkty | punkty | punkty | punkty | punkty | punkty | punkty | punkty | punkty | punkty | punkty | punkty | punkty | punkty | punkty |
| -                                                                             | -       | -            | -            | -      | -      | -          | -          | -        | -        | -                      | -                      | 15         | 14         | -        | -        | -                   | -        | -           | -           | -      | -           | -           | -           | 34           | 34           | 34     | 34     | 34     | 34     | 34     | 34     | 34     | 34     | 34     | 34     | 34     | 34     | 34     | 34     | 34     | 34     | 34     |
| Sezon 2014/2015                                                               |         |              |              |        |        |            |            |          |          |                        |                        |            |            |          |          |                     |          |             |             |        |             |             |             |              |              |        |        |        |        |        |        |        |        |        |        |        |        |        |        |        |        |        |
| Villach                                                                       | Villach | Hinterzarten | Hinterzarten | Kuopio | Kuopio | Einsiedeln | Einsiedeln | Planica  | Planica  | Szczyrk                | Szczyrk                | Râșnov     | Râșnov     | Notodden | Notodden | Szczyrbskie Jezioro | Zakopane | Zakopane    | Kranj       | Kranj  | Brattleboro | Brattleboro | Lake Placid | Hinterzarten | Hinterzarten | punkty |        |        |        |        |        |        |        |        |        |        |        |        |        |        |        |        |
| -                                                                             | -       | -            | -            | -      | -      | -          | -          | -        | -        | -                      | -                      | -          | -          | -        | -        | -                   | -        | -           | -           | -      | -           | -           | -           | 36           | 47           | 0      |        |        |        |        |        |        |        |        |        |        |        |        |        |        |        |        |
| Legenda                                                                       |         |              |              |        |        |            |            |          |          |                        |                        |            |            |          |          |                     |          |             |             |        |             |             |             |              |              |        |        |        |        |        |        |        |        |        |        |        |        |        |        |        |        |        |
| 1 2 3 4-10 11-30 poniżej 30 dq – dyskwalifikacja - − zawodnik nie wystartował |         |              |              |        |        |            |            |          |          |                        |                        |            |            |          |          |                     |          |             |             |        |             |             |             |              |              |        |        |        |        |        |        |        |        |        |        |        |        |        |        |        |        |        |